# Bomolocha taiwana
Bomolocha taiwana är en fjärilsart som beskrevs av Alfred Ernest Wileman 1915. Bomolocha taiwana ingår i släktet Bomolocha och familjen nattflyn. Inga underarter finns listade i Catalogue of Life.